# Девушки должны выходить замуж
«Девушки должны выходить замуж» (араб. البنات لازم تتجوز‎, Al-banat lazim titgawwiz) — египетский фильм 1973 года, музыкальная драма режиссёра Али Рида с участием популярной звезды египетского кино Нагли Фатхи. Фильм с успехом демонстрировался в советском кинопрокате конца 1970-х годов.

## Сюжет
Студентка Сафи, дочь инженера Махди и учитель пения Ахмед полюбили друг друга. Они вместе играют в студенческом мюзикле, для которого Ахмед, наделённый музыкальным талантом сам написал музыку. Влюблённая пара вынуждена тайком вступить в брак, ибо отец Сафи отказал жениху, когда Ахмед пришёл просить руки его дочери. Когда же отец Сафи узнаёт об этом тайном союзе, он выгоняет дочь из дома и отказывает ей в какой-либо материальной поддержке. Вынужденные жить лишь на небольшое жалование учителя молодые влюблённые влачат бедное существование, ибо денег хватает едва только на пропитание.
Однако, вскоре песни Ахмеда получили признание и началась новая жизнь в достатке, кроме того в молодой семье радость — у Сафи будет ребёнок. Да и отец Сафи понял, что был слишком строг с молодыми и примиряется с дочерью и зятем.

## В ролях
- Нагля Фатхи — Сафи
- Ахмед Ас-Санбати — Ахмед
- Рушди Абаза — инженер Махди, отец Сафи
- Юсуф Вахби — дедушка Сафи
- Марьям Фахр эд-Дин
- Лейла Хамада